# David Dillon
David B. Dillon (* 30. März 1951 in Hutchinson, Kansas) ist ein US-amerikanischer Manager. Er war Chief Executive Officer der Lebensmittel-Supermarkt-Kette Kroger.

## Leben
David Dillon wurde in Hutchinson geboren. Sein Urgroßvater war der Gründer der Supermarktkette „Dillons“. Er besuchte die Hutchinson High School und studierte danach Business an der University of Kansas und schloss anschließend ein Studium der Rechtswissenschaften an der Southern Methodist University ab.
Im Jahr 1976 stieg er in das Unternehmen Dillons ein. Zwischen 1977 und 1983 war er Vizepräsident der Abteilungen für Merchandising und Lagerhaltung. Dillon und Kroger fusionierten 1983. Von 1983 bis 1986 war er Vizepräsident von Dillon. Anschließend wurde er 1986 Vorsitzender von Dillons. Diese Position hatte er bis 1995 inne. 1990 wurde er schließlich zum Vizepräsidenten von Kroger ernannt. 1995 wurde er zum Chief Operating Officer ernannt.
2003 wurde er Chief Executive Officer und ein Jahr später Vorsitzender des Board of Directors. 2013 tritt er von seinem Posten als CEO zurück und 2014 von seiner Position als Chairman.
Er gehört dem Board of Directors des amerikanischen Fernsehsatellitenbetreibers und Programmanbieters DirecTV. Zudem ist er Board of Trustees der University-Cincinnati Foundation. Er gehört auch dem Board of Trustees der Urban League of Greater Cincinnati an. Sowie der University of Kansas Endowment. Er gehört auch zum Board of Trustees von Catalyst. Einen Sitz im Board of Directors hat er bei Bethesda Inc. Zudem hat er einen Sitz im Board of Directors vom Consumer Goods Forum und dem Food Marketing Institute inne.

## Privates
David Dillon ist verheiratet und hat drei Kinder.